# فورد بی-مکس
فورد بیمکث یک خودروی مینی ساخت شرکت فورد می‌باشد.
این خودرو از سال ۲۰۱۱ تا ۲۰۱۷ در چندین کشور اروپایی تولید می‌شد.
تولید این خودرو در ژوئن ۲۰۱۲ آغاز شد و تا ۲۰۱۷ ادامه یافت. رقبای اصلی این خودرو فیات ۵۰۰، نیسان نوت و فورد فیستا هستند.

## ایمنی

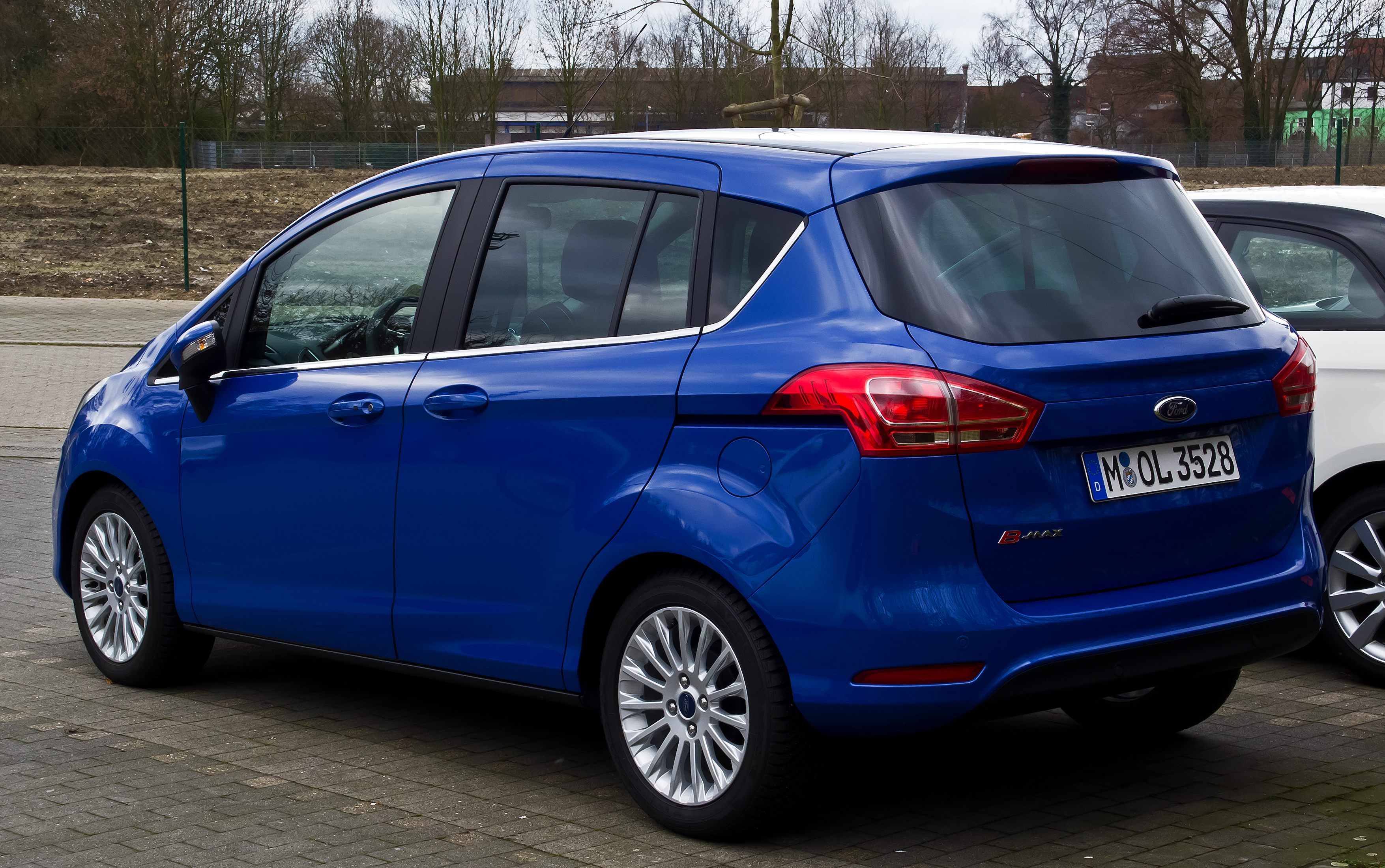
فورد B-Max تیتانیوم

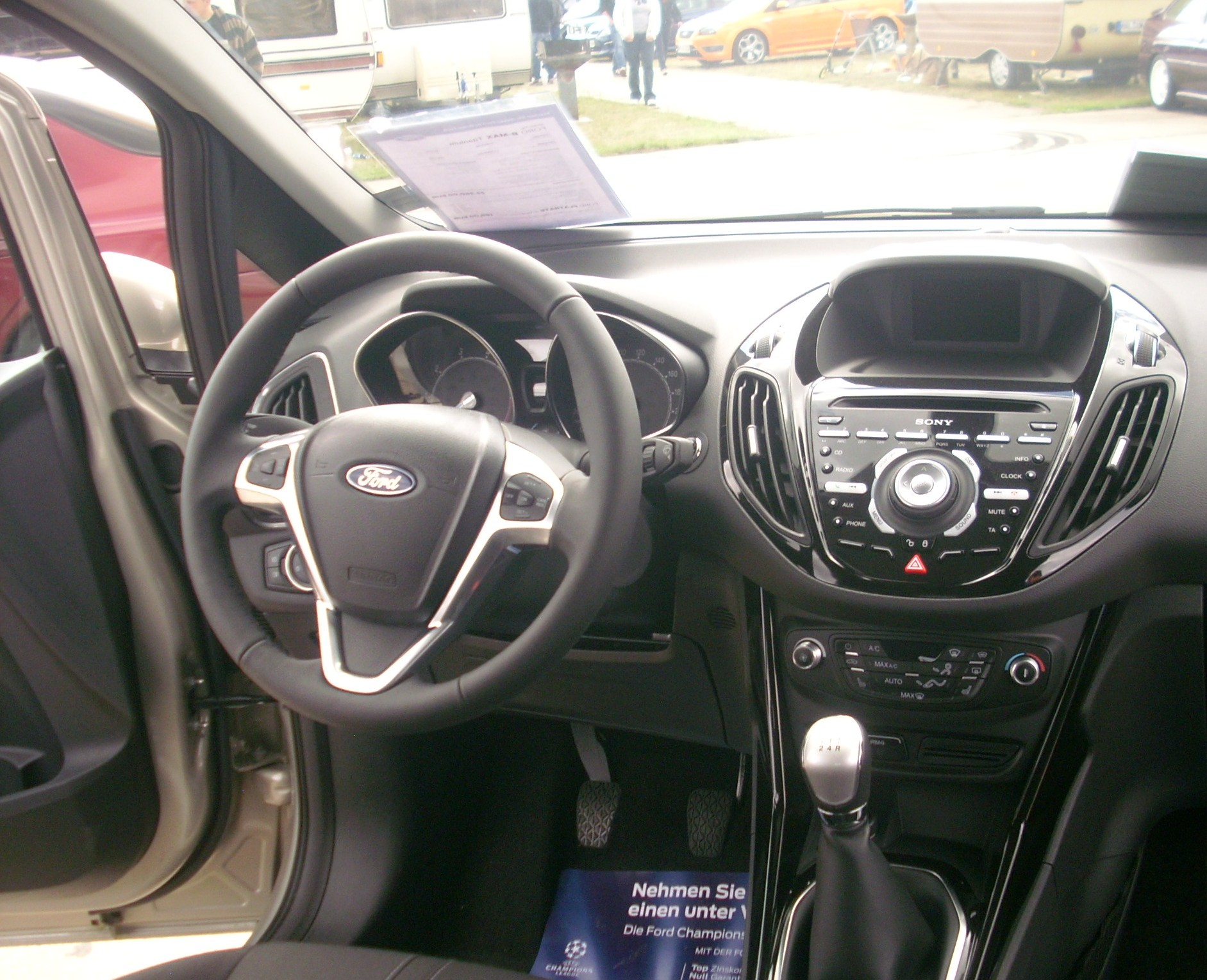
داخلی

فورد بیمکث در سپتامبر ۲۰۱۲ توسط یورو NCAP آزمایش شد و پنج ستاره ایمنی از ۵ ستاره را دریافت کرد.
| نتایج تست سال ۲۰۱۲ فورد بیمکث |         |
| حفاظت از سرنشینان             | ۵ ستاره |

## پیشرانه
| موتور           | تایپ کنید       | جابه جایی       | قدرت                           | گشتاور                                                            | 0 – 100 کیلومتر در ساعت | حداکثر سرعت                            | مصرف ترکیبی                                                                      | CO2 {{سخ}} CO2 آلایندگی |
| موتورهای بنزینی | موتورهای بنزینی | موتورهای بنزینی | موتورهای بنزینی                | موتورهای بنزینی                                                   | موتورهای بنزینی         | موتورهای بنزینی                        | موتورهای بنزینی                                                                  | موتورهای بنزینی         |
| --------------- | --------------- | --------------- | ------------------------------ | ----------------------------------------------------------------- | ----------------------- | -------------------------------------- | -------------------------------------------------------------------------------- | ----------------------- |
| ۱٫۰             | I3              | ۹۹۹ سی سی       | ۷۴ کیلووات (۱۰۱ اسب بخار متری) | ۱۶۹ نیوتن متر (۱۲۵ پوند نیرو-فوت) در دور 1400 – ۴۰۰۰ دور در دقیقه | ۱۳٫۲ ثانیه              | ۱۷۵ کیلومتر بر ساعت (۱۰۹ مایل بر ساعت) | ۴٫۹ لیتر بر ۱۰۰ کیلومتر (۵۸ مایل بر گالون بریتانیایی؛ ۴۸ مایل بر گالون آمریکایی) | ۱۱۲ گرم در کیلومتر      |
| ۱٫۰             | I3              | ۹۹۹ سی سی       | ۸۸ کیلووات (۱۲۰ اسب بخار متری) | ۲۰۱ نیوتن متر (۱۴۸ پوند نیرو-فوت) در دور 1400 – ۴۵۰۰ دور در دقیقه | ۱۱٫۲ ثانیه              | ۱۸۸ کیلومتر بر ساعت (۱۱۷ مایل بر ساعت) | ۴٫۹ لیتر بر ۱۰۰ کیلومتر (۵۸ مایل بر گالون بریتانیایی؛ ۴۸ مایل بر گالون آمریکایی) | ۱۱۲ گرم در کیلومتر      |
| ۱٫۴             | I4              | ۱٬۳۸۸ سی سی     | ۶۶ کیلووات (۹۰ اسب بخار متری)  | ۱۲۷ نیوتن متر (۹۴ پوند نیرو-فوت) در – دور در دقیقه                | ۱۳٫۸ ثانیه              | ۱۷۱ کیلومتر بر ساعت (۱۰۶ مایل بر ساعت) | ۶٫۰ لیتر بر ۱۰۰ کیلومتر (۴۷ مایل بر گالون بریتانیایی؛ ۳۹ مایل بر گالون آمریکایی) | ۱۳۹ گرم در کیلومتر      |
| ۱٫۶             | I4              | ۱٬۵۹۶ سی سی     | ۷۷ کیلووات (۱۰۵ اسب بخار متری) | ۱۵۰ نیوتن متر (۱۱۱ پوند نیرو-فوت) در – دور در دقیقه               | ۱۲٫۱ ثانیه              | ۱۸۰ کیلومتر بر ساعت (۱۱۲ مایل بر ساعت) | ۶٫۴ لیتر بر ۱۰۰ کیلومتر (۴۴ مایل بر گالون بریتانیایی؛ ۳۷ مایل بر گالون آمریکایی) | ۱۴۹ گرم در کیلومتر      |
| موتورهای دیزلی  |                 |                 |                                |                                                                   |                         |                                        |                                                                                  |                         |
| ۱٫۵ Duratorq    | I4              | ۱۴۹۸ سی سی      | ۵۵ کیلووات (۷۵ اسب بخار متری)  | ۱۹۰ نیوتن متر (۱۴۰ پوند نیرو-فوت) در – دور در دقیقه               | ۱۶٫۵ ثانیه              | ۱۵۸ کیلومتر بر ساعت (۹۸ مایل بر ساعت)  | ۴٫۱ لیتر بر ۱۰۰ کیلومتر (۶۹ مایل بر گالون بریتانیایی؛ ۵۷ مایل بر گالون آمریکایی) | ۱۰۹ گرم در کیلومتر      |
| ۱٫۵ Duratorq    | I4              | ۱۴۹۸ سی سی      | ۷۰ کیلووات (۹۵ اسب بخار متری)  | ۲۱۵ نیوتن متر (۱۵۹ پوند نیرو-فوت) در – دور در دقیقه               | ۱۳٫۰ ثانیه              | ۱۷۴ کیلومتر بر ساعت (۱۰۸ مایل بر ساعت) | ۴٫۰ لیتر بر ۱۰۰ کیلومتر (۷۱ مایل بر گالون بریتانیایی؛ ۵۹ مایل بر گالون آمریکایی) | ۹۸ گرم در کیلومتر       |
| ۱٫۶ Duratorq    | I4              | ۱٬۵۶۰ سی سی     | ۷۱ کیلووات (۹۷ اسب بخار متری)  | ۲۱۵ نیوتن متر (۱۵۹ پوند نیرو-فوت) در – دور در دقیقه               | ۱۳٫۹ ثانیه              | ۱۷۳ کیلومتر بر ساعت (۱۰۷ مایل بر ساعت) | ۴٫۷ لیتر بر ۱۰۰ کیلومتر (۶۰ مایل بر گالون بریتانیایی؛ ۵۰ مایل بر گالون آمریکایی) | ۱۰۴ گرم در کیلومتر      |